# Adefagia
Adefagia (griego antiguo: Ἀδηφαγία) en la mitología griega era la diosa y la personificación de la gula. En algunas pocas fuentes se menciona que poseía un templo en la isla de Sicilia, en la que era adorada junto a Demeter.